# ケータイ刑事 銭形シリーズの設定
この項目では、2002年よりBS-iで放送されているテレビドラマシリーズ「ケータイ刑事 銭形シリーズ」の設定について詳細に説明する。

## 銭形一族について

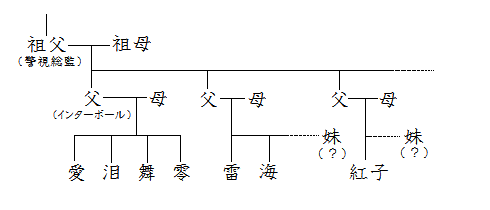
銭形家の家系図

ケータイ刑事シリーズ第1～4作目の主人公は、銭形警視総監を祖父に持つ四姉妹という設定で、上から愛・泪・舞・零の順である（劇中のセリフも含め単に「銭形四姉妹」と言った場合はこの4人を指す。ただし雷・海・命・結も四姉妹という設定）。シリーズ第5作目『ケータイ刑事 銭形雷』の主人公・銭形雷、シリーズ第6作目『ケータイ刑事 銭形海』の主人公・銭形海、シリーズ第7作目『ケータイ刑事 銭形命』の主人公・銭形命、シリーズ第8作目『ケータイ刑事 銭形結』の主人公・銭形結、そしてシリーズの原型になったドラマ『悪いオンナ「ルーズソックス刑事」』の主人公・銭形紅子は、銭形四姉妹の父方の従姉妹という設定である。従って、雷・海・命・結、紅子の祖父も銭形警視総監である。銭形警視総監は劇中では一度も姿を現さない。それらしき人物がオープニングなどに登場するが、影武者であり本人ではない。銭形四姉妹の父はインターポール所属の警察官である。
プロデューサーの丹羽多聞アンドリウは、インタビューで銭形姉妹は四姉妹であり、他に姉妹はいないということを明かしたが、従姉妹は親戚の数だけおり、さらにそれぞれが一人っ子とは限らないとして、含みを残している。
『ケータイ刑事 銭形泪』1stシリーズ第10話で、泪は自分が「三姉妹ではない」ことを明言しており、まだ登場していない姉妹がいることを明かしている。さらに2ndシリーズ第4話では、高村刑事が泪に「君の妹の名前…（舞を想定しての発言）」と聞いた時、泪は「どっちの?」と返事し、妹が2人であることを明かしている（つまり、妹が1人なら「舞」、3人以上いるのなら「どの?」または「誰?」と答えるはずである）。四姉妹という設定はこの段階ではまだ決定しておらず、エンディングのセリフも台本では「（何姉妹かは）アンドリウに聞いて下さい」の予定だった（放送でのセリフは「ナ・イ・ショ」）。なぜ現場で変更されたのかは不明である。
また『ケータイ刑事 THE MOVIE2』では、雷も四人姉妹であると明言されている。
「銭形」という名字だが、『ルパン三世』に登場する銭形警部とは無関係（銭形警部を連想させる「インターポール所属の四姉妹の父」も関係はない）。また、銭（和同開珎）を模した携帯ストラップを用いて犯人を攻撃するところから銭形平次の子孫という設定と思われがちだが、銭形平次が使用するのは寛永通宝であり、こちらも無関係となっている。

## ケータイ刑事について
ケータイ刑事（デカ）とは、特殊な携帯電話を持つことが許された優秀な刑事のことで、携帯電話を武器に難事件を解決する。携帯電話を使うのは、入電ボイスの受信、事件現場を撮影するカメラ機能、犯人を捕獲するストラップが主で、電話（およびテレビ電話）として使用することはあまりない。ちなみにケータイ刑事が持つ特殊な携帯電話と通常の携帯電話の違いは、警視庁から入電ボイスを受信するか否かのみである。入電ボイスの受信なら鑑識課の柴田の携帯電話も受信しているエピソードがあり、むしろ特殊なのは犯人捕獲機能などが装備されたストラップの方である。
鑑識の柴田が「銭形」と書かれた15年前の携帯電話を発見するシーンが登場することから、過去に最低1人はケータイ刑事が存在したことがわかる。『ケータイ刑事 銭形零』1stシリーズ第9話には、もう1台携帯電話が登場し、零が銭形家ではなく、「銭形一族しか持つことを許されない」というシーンも登場する。
プロデューサーの丹羽多聞アンドリウによれば「ケータイ刑事は10代の女性のみ」であるため、四姉妹の祖父（銭形警視総監）や父はケータイ刑事ではない。なお、母も一般人のためケータイ刑事ではない。

## 相棒刑事について
銭形四姉妹やその従姉妹とコンビを組む相棒刑事は、その役を演じる役者が過去に別の作品で演じた刑事と同姓同名になっている。しかし、同一人物というわけではなく、設定が若干違っている。具体的には、五代がかつて勤めていた警察署が、七曲署ではなく六曲署であるなど。
- 山下真司：五代潤 （『太陽にほえろ!』で山下が演じた刑事。愛、舞、泪、零、海、劇場版1に登場）
- 草刈正雄：高村一平 （『華麗なる刑事』で草刈が演じた刑事。泪、零、雷、海、劇場版1,2に登場）
- 国広富之：岡野富夫 （『噂の刑事トミーとマツ』で国広が演じた刑事。雷、劇場版2,3に登場）
- 松崎しげる：松山進 （『噂の刑事トミーとマツ』で松崎が演じた刑事。海、命、劇場版2, 3に登場）
- 辰巳琢郎：あさみつひこ（「浅見光彦シリーズ」で辰巳が演じた素人探偵、浅見光彦をイメージした役。シリーズ中で初めて、過去に演じた役とは名前が異なる相棒。結に登場）

## 鑑識課について
相棒刑事ほどではないが、鑑識課も銭形四姉妹やその姉妹と共に捜査をしたり、事件解決のヒントを導き出したりと、本シリーズにおいて重要な役割を果たしている。シリーズ第1作『ケータイ刑事 銭形愛』では、たまにワンシーン登場する程度でセリフも少なかったが『ケータイ刑事 銭形舞』からはほぼレギュラー化しており、各オープニングにも登場している。
- 金剛地武志：柴田太郎 （愛、舞、泪、零、劇場版1,3に登場）
- 大堀こういち：柴田束志 （雷、海、命、結、劇場版2,3に登場）
- 森本亮治：柴田池輝（結、劇場版3に登場）

## 入電ボイスについて
毎回事件が発生すると、銭形姉妹の携帯電話に「警視庁から入電中」という着信音とともに事件現場の動画、または静止画が送られて来る（動画再生時はiモードマークが点滅しており、FOMAおよびmovaどちらでも受信可能なため、FOMA専用の動画およびテレビ電話ではない）。発信部署が警視庁のどこなのかは不明。事件発生を主人公たちしか知らない場合でも送られて来るが、なぜ警視庁側で事件発生を知っているのかは謎である。その時の入電ボイスは、「警視庁から入電中、警視庁から入電中。○○（事件場所）で△△（事件の種類）発生。直ちに現場へ急行せよ」が基本（銭形姉妹の目の前で事件が発生し既に現場にいてもこう言われ、愛や零はそれに突っ込みを入れている）。また、警視庁の庁舎内にいても携帯に入る。また、場合により「直ちに捜査を開始せよ」などと変化する。『ケータイ刑事 銭形雷』1stシリーズ第18話では、「直ちに現場に急行し、詳細を報告せよ」と言っている。また、柴田から受信した場合は「鑑識課から入電中」だったが『ケータイ刑事 銭形零』では、柴田自身が歌う着うたに変更されている。これは『ケータイ刑事 銭形泪』のミュージカルの回で柴田が披露した歌の歌詞違いである。『悪いオンナ ルーズソックス刑事』では、メールで「ジケンハッセイ」と送られて来る。
この「警視庁から入電中」を劇中で効果的に使ったことでは、ケータイ刑事シリーズが始まる5年前に放送されたフジテレビ系人気ドラマ『踊る大捜査線』が有名。
実際の入電ボイス（警察無線など）では、「警視庁から入電中」ではなく「警視庁から各局」であり、“入電中”というフレーズは本指令の前段階である予備指令時に「○○管内、△△町、駐車の苦情、110番“入電中”」というように作中のような指令を入れる意味合いではなく「（外部からの）通報電話が入っている」という意味合いに使われる。
入電ボイスの声は『ケータイ刑事 銭形愛』は菅原牧子、『ケータイ刑事 銭形舞』以降は小林麻耶が担当している。

## ワトソンについて
銭形姉妹が事件のトリックを解いた時にいつも口にする「謎は解けたよ、ワトソン君」のセリフに登場すること以外はほとんど明らかになってない。
銭形舞第1話「柴田太郎の鑑識メモ」にて「シャーロックホームズの助手のワトソンではなく、PGAツアーのプロゴルファートム・ワトソンでもない。ではだれか、こちらのフリップを皆さん特別にお見せしましょう。N………あっもう時間だ。ではまた次回お会いしましょう。ごきげんよう」とのことがあるのでシャーロックホームズのワトソンではないことが分かる。
プロデューサーの丹羽多聞アンドリウは「ワトソン君は実在する」「役者も既に決まっている」と話しているが、まだ登場したことはない。「謎は解けたよ、ワトソン君」は銭形家の専売特許。

## チンパンジイカラカイジンパンチについて
これは『ケータイ刑事 銭形愛』第1話に出てくるおまじない（回文）で、事件のポイントがわかりそうな時に愛が言った。零も「お姉ちゃまに教えてもらった」と言い、同様のおまじないを使う場面があり、海でもこのフレーズを口にしていた。
舞は「ヨテイカイテヨ」泪は「キツネハトラトコトラトハネツキ」「サクラハラクサ」「ワタシコンゲツゲンコシタワ」など言葉は異なるが、愛同様に回文をおまじないとして使用していた。
ケータイ刑事シリーズにある定番の1つである。これは愛の時に毎話で回文のセリフを入れ込むという案が脚本家の林誠人とプロデューサーの丹羽多聞アンドリウの間で出ていたことが発端（結局第1話以外は入れられなかった）である。

## ウラリについて
ケータイ刑事シリーズでは南アメリカ産の「ウラリ」という架空の毒物が多用されている。また、別名を「クラーレ(C18H19O3N)」ともいう同名のアルカロイドは実在するが、別物である。通常、刑事ドラマで毒物といえば、青酸カリやクロロホルムなどが使用されることが多いが、当シリーズにおいてはこれらの実在する毒物以上に、ウラリが使用されることが多い（ウラリ登場後も他の毒薬が使われなくなったわけではなく、青酸カリはかなり後期の作品でも登場している。）。
当シリーズには「ウラリヘビ」「ウラリバチ」「ウラリヒトデ」といった、ウラリを有する架空の動植物も登場したほか、類似物質や加工品の「ウラリン」「ウラリル」「ウラリヒョン」「ウラリリトマス試験紙」「ウラリ鉱石」なども登場する。また、回数は少ないものの「オズマゴロシ（効果は毎回変わる）」という架空の毒物も登場している。
ちなみに『海』では「ウラリ」は即効性、「オズマゴロシ」は遅効性の猛毒と設定されている。

## 髪型について
泪、零、雷、海は、シリーズの途中で髪型を変えている。
- 泪は、1stシリーズが肩までのショートカットで、2ndシリーズ第13話までがポニーテール、第14話からTHE MOVIEまでがセミロングのハーフアップ（ただし、1stシリーズの第5話だけがポニーテール）。
- 零は、1stシリーズ・2ndシリーズ・THE MOVIE 2がロングで、THE MOVIEがポニーテール。
- 雷は、1stシリーズがセミロングで、2ndシリーズ・THE MOVIE 2がショートカット。
- 海は、1stシリーズがロングのハーフアップで、2ndシリーズがポニーテール、3rdシリーズがロングになっている。

## オープニングについて
全シリーズ共通で「銭形○、○○歳。警視総監を祖父に持ち、現役女子高生にして刑事（デカ）。事件が起きればいかなる時でも現場に走り、人並み外れた推理で謎を解く。しかし、彼女が刑事（デカ）であることは誰も知らない」というナレーション（名前と年齢は各シリーズによって変わり、銭形零のみ「現役女子高生」ではなく「現役女子中学生」）と共に、警視総監から携帯電話を授かるシーンがある。
- ケータイ刑事 銭形愛

ナレーションはOP前に入る。愛が警官たちと並んで歩いたり、マウンテンバイクに乗って犯人を追跡したり、ストラップを投げたりするシーンがある。なお、第1話のOPのみ五代が登場していない。
OP曲はオノ・アヤコの「彼女の情景」。
- ケータイ刑事 銭形舞

ナレーションはOP中に入る。ほぼ全編において舞と婦人警官たちのダンスシーンがメインだが、他に舞がマウンテンバイクに乗って走ったり、五代と会話するシーンがある。
OP曲はCHINOの全編英語のオリジナルソング。
- ケータイ刑事 銭形泪

ナレーションはOP前に入る。冒頭に泪が登場するシーンがあり、1stシリーズ、2ndシリーズの前後半、アナザーストーリー（シベリア超特急刑事）でアニメーション背景やOP曲の歌詞の有無などが異なる。また、四姉妹の中では唯一、拳銃を構えるシーンがない（手で銃を撃つ真似をするだけであり、アニメに出てくる泪らしき人物は拳銃を構えている）。
1stシリーズは劇画調のアニメーションの中に泪と五代のやりとりが挟まれ、2ndシリーズ（前半）は泪と高村がガンマンの射撃ゲームの標的になって、最後に高村が撃たれるというオチがつく。2ndシリーズ（後半）は「クサカリ」「金剛地」「サトー」「アンドリウ」「睦月」「NAKAO」「DREAMAX」「BS-i」などの、出演者やスタッフの名前がアニメーション内に登場する遊びも見られる。アナザーストーリーは基本的に2ndシリーズ（後半）と同じだが、タイトル表記が異なり、高村が出ている部分が閣下に差し替えられている。また、準レギュラーである佐藤公安（佐藤二朗）が登場するが、本編には出演する回は少ない。
OP曲は「泪の海」で、1stシリーズと2ndシリーズ（前半）は歌なしバージョン、2ndシリーズ（後半）とアナザーストーリー（シベリア超特急刑事）は黒川芽以の歌ありバージョン。「泪の海」の歌なしと歌ありは、歌のないパートとあるパートのメロディラインおよびアレンジが違っている（それ以外のメロディや、イントロのコーラスの歌詞は同じである）。
- ケータイ刑事 銭形零

ナレーションはOP中に入る。随所に映画「マトリックス」を意識（パロディ化）した場面があり、三人の姉たちがシルエットで登場してストラップを投げたり、零が高村や五代、柴田とドライブしたり、よこはまコスモワールドでのシーンがある。
OP曲は宮原永海の全編英語のオリジナルソング。
- ケータイ刑事 銭形雷

ナレーションはOP中に入る。1stシリーズでは、雷がギターを弾いたり、歌を歌ったりするシーンがあるが、2ndシリーズでは、ギターのシーンはない。また、1stシリーズと2ndシリーズでは、OP前の雷の台詞やOP曲の歌詞が異なる。
OP曲は小出早織の「明日吹く風」
- ケータイ刑事 銭形海

ナレーションはOP中に入る。1stシリーズでは全編を通して海岸近辺でのシーンで統一されている。海と高村が浜辺で会話を交わしたり、海が砂浜をマウンテンバイクで走ったり、岩場で三味線を弾いたりするシーンがある。2ndシリーズではライブハウスのようなところでバックミュージシャンとともにステージ上で歌っているという趣向となっていて、3rdシリーズも出演者が変わったことによる変更以外は同じである。バックミュージシャンの中に鑑識の柴田束志（大堀こういち）が、観客の中に宝積有香と諏訪太朗がそれぞれ出演している。
OP曲は歌詞中の「ザバーン」「ザブーン」が印象的な、大政絢が歌うオリジナルソング（タイトル：「海のうた」）で、1stシリーズは1番、2ndシリーズは2番、3rdシリーズは3番がそれぞれ流れる。
- ケータイ刑事 銭形命

ナレーションはOP中に入る。全編を通して森林でのシーンで統一されている。命がサックスを吹き、松山がエレキギターを弾き、柴田束志が箒でギターを弾くまねをしたりするシーンがある。
OP曲は岡本あずさの「命短し恋せよ乙女」
- ケータイ刑事 銭形結

ナレーションはOP中に入る。

## 名前について
ケータイ刑事銭形シリーズは、ヒロインの名前が漢字一文字で読みが“○い”が共通である。また、その主人公の特徴を生かした名前が付けられている。愛はBS-iのiから“愛（あい）”、泪は泣いて涙を流すことが多いことから“泪（るい）”、舞は舞踊や舞踏が得意なことから“舞（まい）”、零は数学が得意なことから“零（れい）”、雷は気象予報士の資格を持っていることから“雷（らい）”、海は泳ぎが得意なことから“海（かい）”、命は長生きしてほしいことから“命（めい）”、結はひもを結ぶことが得意だから“結（ゆい）”。
名前の元ネタは丹羽プロデューサーの娘によるものがあると語っている。また、舞という名前は丹羽プロデューサーの奥さんのアイデアである。

## 本作品に影響を与えた作品について
- スケバン刑事

学生刑事、決めゼリフが存在するという設定が同じ。また、小道具を効果的に使うことも同じ（スケバン刑事はヨーヨー、ケータイ刑事は携帯電話）。制服に関しては、スケバン刑事とルーズソックス刑事はセーラー服で、ケータイ刑事はブレザー。ポスターなどでも『スケバン刑事』を意識している。

## その他の設定について
- ドラマ中、様々なクイーンが登場する。本家銭形四姉妹や従姉妹の雷も何らかのクイーンである（『海』以降は主人公が何らかのクイーンを名乗ったりなったりする描写は無い。）。カラオケクイーン（銭形愛）、カルタクイーン（銭形泪）、ダンスクイーン（銭形舞）、刑事クイーン（銭形零）、お天気クイーン（銭形雷）、まりもクイーン、ダイエットクイーン、マジッククイーン、数学クイーン、七夕クイーンなどが存在する。
- 赤坂・渋谷・成城近辺の3ヶ所でほとんど事件が発生しており、ここを「魔の三角地帯」と呼ぶ。魔の三角地帯が何なのか、なぜそこで事件が多発するのかは謎。BS-iや宮崎あおいが所属するヒラタオフィス、堀北真希が所属するスウィートパワーが港区（赤坂も港区）、夏帆や小出早織、大政絢、岡本あずさ、岡本杏理、宝積有香が所属するスターダストプロモーションが渋谷区、黒川芽以が本作品出演時に所属していたストレイドッグプロモーションが世田谷区（成城も世田谷区）にあるからという説もある。
- 銭形四姉妹を始めとする銭形一族が警察関係者であることと同様に、柴田太郎および、彼の兄弟、親戚からなる柴田一族が存在する。柴田一族は鑑識の英才教育を受け、一族全員が鑑識の知識を持っているようだが、こちらも銭形一族同様、何人いるかは特定されていない。なお『ケータイ刑事 銭形零』2ndシリーズ第8話において、零の夢の中で柴田一族の人数が世界の総人口を軽く越えてしまったことがある。
- 自動車のナンバープレートなど、数字が登場する場合は、そのほとんどが「28」になっている。この数字にどのような意味があるのかは不明。単にプロデューサーの名字が丹羽（にわ）なので28（にわ）だという説もある。
- 青葉台学園の制服のタイの色は、長女（愛・雷）：青、次女（泪・海）：緑、三女以降（舞・零・命・結）：赤である。
- 「青葉台学園」の制服は丹羽プロデューサーが手がけた他のドラマシリーズ『恋する日曜日』『東京少女』でも使われているが、着用している女優は全員『ケータイ刑事』の主演女優である。これは丹羽が『ケータイ刑事』候補になった女優に限り番組コー・プロデューサーに依頼して制服を着させていたことによる。この隠し設定は（3・4代目を除く）2代目から8代目まで導入された[2]。
- 銭形家のエンゲル係数はおよそ1%である。銭形家の家計担当は零。
- ドラマの本編ストーリーとはまったく関係のないところ（セットの後ろに映っている店の看板や脇役の名前など）に様々な遊びが見られる。これは1980年代に明石家さんまが主演した『心はロンリー気持ちは「…」』で始められた手法で、同じフジテレビ系の『踊る大捜査線』や『古畑任三郎』などの刑事ドラマや『TRICK』などで多くみられる手法である。